# Кіссе Анастасія Антонівна
Анастасія Антонівна Кіссе — болгарська та українська художня гімнастка.

## Біографія
Народилася 27 липня 1995 року в Одесі. Її батько, професор Антон Іванович Кіссе, є відомим в Україні політиком і громадським діячем — народний депутат, голова Асоціації болгар в України, борець за збереження болгарської ідентичності болгар, народжених на територіях, що залишаються за межами країни після міжнародних угод.

## Художня гімнастика
Настя почала тренуватися в Україні, через кілька років переїхала до Болгарії, вона має подвійне громадянство.
Спочатку вона тренувалася в Тирговиште у Маріани Василєвої, мала неабиякі успіхи, була у складі молодіжної збірної Болгарії та вигравала медалі на міжнародних турнірах. Анастасія швидко розвивалася і стала однією з найталановитіших молодих спортсменок у світі, з багатообіцяльним майбутнім, вигравши бронзову медаль на юнацькій Олімпіаді.
Після від'їзду Маріани до Азербайджану Анастасія тренувалася в клубі Лєвські, а останні роки — у центрі художньої гімнастики в Новогорську разом із збірною Росії. Її тренером у Новогорську є Марина Говорова.
Вона зазнала декілька серйозних травм. Остання на спині вже не дозволяє їй тренуватися. Таким чином їй довелося закінчити свою перспективну спортивну кар'єру. Молода україно-болгарка надзвичайно важко сприйняла цю новину, і на допомогу їй прийшли психологи та лікарі з багатьох країн, а також сім'я.

## Після занять спортом
Однак амбіції Насті не припиняються, вона студентка, яка вивчає право в Університеті національного та світового господарства в Софії. Володіє російською та англійською мовами. Вона живе і навчається в Болгарії, працює в Президентстві.
Більшу частину року вона проводить у Росії та Україні зі своїми родичами та друзями, але пристрасть до гімнастики нікуди не зникла і часто супроводжує своїх друзів із команд Болгарії, України та особливо чемпіонку Яну Кудрявцеву з Росії на змаганнях.